# Saison 5 de Balthazar
Chronologie
Saison 4
Cet article présente les épisodes de la cinquième saison de la série télévisée française Balthazar diffusée du 19 janvier 2023 au 23 février 2023 sur TF1.

## Distribution[1]
- Tomer Sisley : Raphaël Balthazar
- Constance Labbé : Camille Coste
- Yannig Samot : Jérôme Delgado
- Philypa Phoenix : Fatim
- Côme Levin : Eddy
- Caterina Murino : Olivia Vésinet

## Épisodes
La saison comporte 6 épisodes.